# DC10 (Ibiza)

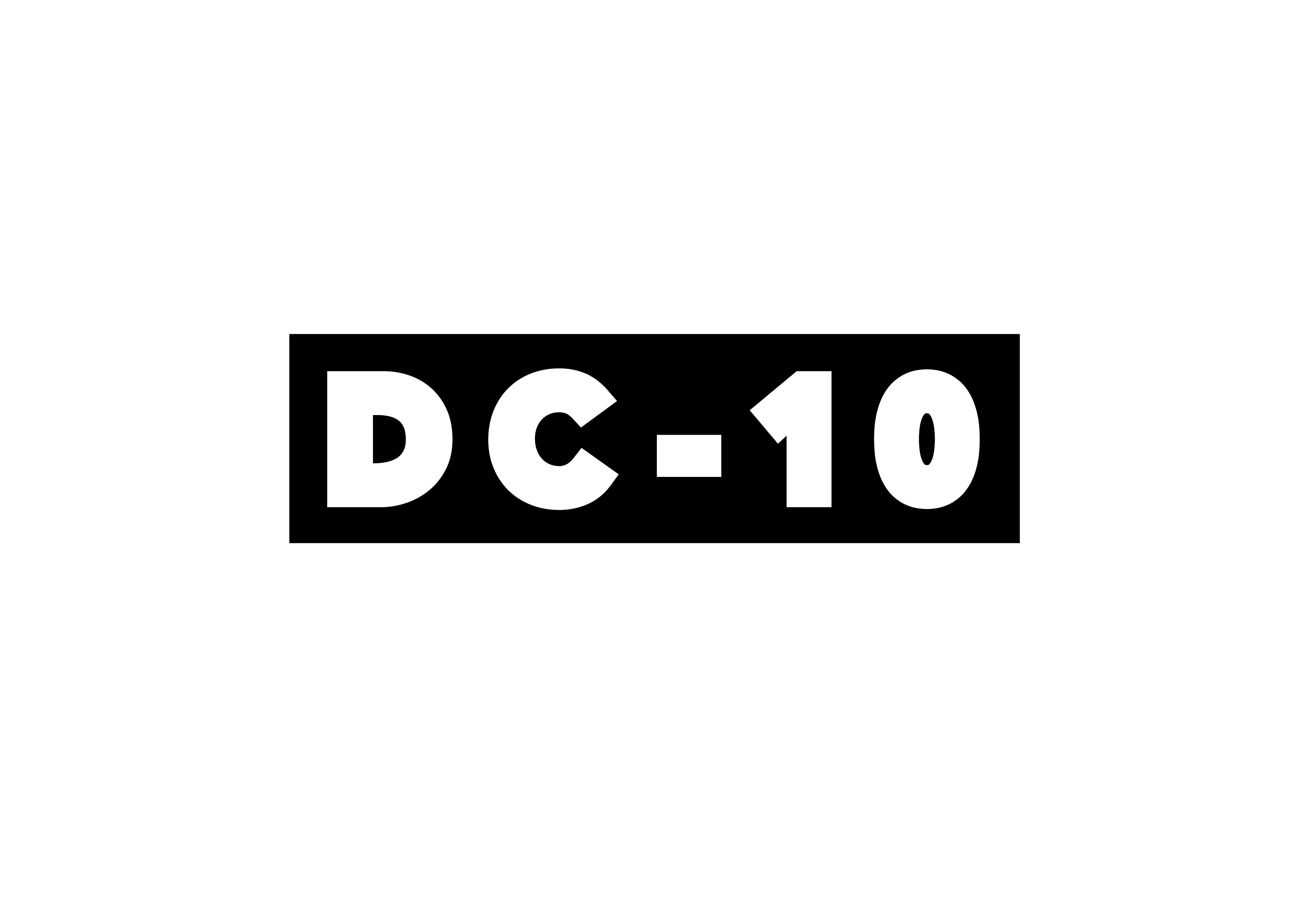
Logotipo oficial actual

DC10 es una discoteca ubicada en Ibiza en la carretera de Salinas. Fue fundado en 1989 por los hermanos Antonio y Deogracias 'Sito' Lara Moreno como bar musical con una licencia para apenas 80 personas. En 1999, se asociaron con los promotores italianos Antonio Carbonaro y Andrea Pelino, creando ese mismo año las sesiones Circoloco, que rápidamente se convertirían en el evento icónico de DC10.
Gracias a una serie de inversiones, la estructura de la discoteca ha sido transformada para convertirse en un espacio con capacidad para 4000 personas, que se divide en tres salas diferenciadas: La Terrace, The Main Room y The Open Air Garden, cada una con un género musical distinto.[cita requerida] Debido a que se encuentra literalmente pegada a la pista de aterrizaje del aeropuerto de Ibiza, se ha popularizado la imagen de ver los aviones planeando muy cerca a la gente mientras festejan al aire libre en la terraza de DC10.

## Historia
Los hermanos Antonio Lara y 'Sito' Lara comenzaron trabajando en el reconocido restaurante ibicenco La Escollera. Más tarde fundaron el bar San Francisco frente a la iglesia y el restaurante Cala Pluma y finalmente alquilaron un terreno en la carretera de Salinas, cercano al aeropuerto, donde se reubicaron y construyeron el actual DC10. En un inicio, la discoteca contaba con una avioneta real en su fachada, y es que, desde la estética del club hasta el (antiguo) logotipo, todo está relacionado con el concepto de volar en avión; incluso el nombre proviene del famoso avión transatlántico DC-10. En un principio, DC10 se pensó como bar musical donde organizar eventos privados como cumpleaños, etc. pero esto cambió cuando se creó Circoloco en 1999 y dieron el salto a la música electrónica. 

### Circoloco
Circoloco se inició en 1999 como sesión de los lunes por la mañana en el DC10. Se escogió este día, según Pelino y Carbonaro, «porque era el día de la semana que no había ninguna otra fiesta y Space estaba cerrado». Pronto ganó gran popularidad, llegando a tener un impacto duradero en la cultura moderna del clubbing. Circoloco comenzó inicialmente como un evento gratuito después de un fin de semana de fiesta. Eran conocidas como las infamemente como The Monday Morning Sessions ('las sesiones de los lunes por la mañana'), aunque realmente duraban desde las 6 de la mañana hasta las 6 de la tarde.
Las sesiones de Circoloco incluían artistas underground desconocidos con sede en Ibiza procedentes de todo el mundo. Muchos de los artistas que pincharon en sus inicios en Circoloco son hoy reconocidos por todo el mundo: Luciano, Loco Dice, Ricardo Villalobos, Seth Troxler, The Martinez Brothers, Damian Lazarus, Jamie Jones, Peggy Gou, Black Coffee, Tale Of Us, &ME y Amelie Lens.
El Circoloco de DC10 fue la fiesta de moda en el 2001. La prensa internacional pronto lo declaró como «el imprescindible» del viaje a Ibiza. Los promotores italianos Antonio Carbonaro y Andrea Pelino, bajo la idea de volver a las raíces de la música electrónica, usando el boca a boca, ofreciendo entradas baratas y todo ello sumado a una política musical innovadora, cambiaron el rumbo historia de lo que podría y debería ser el clubbing. Actualmente, sin embargo, el precio de entrada para Circoloco es de unos 50€.
Circoloco hace poca o ninguna publicidad para sus fiestas. Desde 1999, Circoloco proponía cada año a su público el lema de su temporada (como el lema «del verano»), que incluyen Ibiza Monday Session o Sorry we are Circoloco. También ha llevado a cabo colaboraciones en el mundo del arte y la moda, como el artista Maurizio Cattelan o el estudio de diseño Toilet Paper, así como marcas de moda como Off White. Recientemente han eliminado los plásticos de un solo uso en base a la ley vigente. De esta manera Circoloco ha ido consolidando su nombre y filosofía a lo largo de los años.
El concepto Circoloco fue exportado a varias ciudades para convertirse en una marca internacional, entre ellas: Nueva York, Miami, Londres, Milán, París, Ámsterdam, Tel Aviv, Estambul, Río de Janeiro, Buenos Aires, Bogotá, Tokio, Kuala Lumpur, Phuket, Sídney y Melbourne.

### Restricciones de ruido
En octubre de 2017, Diario de Ibiza informó que DC10 fue acusado por la policía local por exceder las restricciones de ruido para su fiesta de clausura.